# Bộ Chính trị Ban Chấp hành Trung ương Đảng Cộng sản Nga khóa XIII (1924–1925)
Bộ Chính trị Ban Chấp hành Trung ương Đảng Cộng sản Nga khóa XIII (1924-1925) được bầu tại Hội nghị Trung ương lần thứ nhất của Ban chấp hành Trung ương Đảng Cộng sản Nga (Bolsheviks) khóa XIII được tổ chức ngày 2/6/1924.

## Ủy viên chính thức
| Tên (sinh – mất)              | Bắt đầu  | Kết thúc | Thời gian       |
| ----------------------------- | -------- | -------- | --------------- |
| Nikolai Bukharin (1888–1938)  | 2/6/1924 | 1/1/1926 | 1 năm, 213 ngày |
| Grigoriy Zinoviev (1883–1938) | 2/6/1924 | 1/1/1926 | 1 năm, 213 ngày |
| Lev Kamenev (1883–1936)       | 2/6/1924 | 1/1/1926 | 1 năm, 213 ngày |
| Alexei Rykov (1881–1938)      | 2/6/1924 | 1/1/1926 | 1 năm, 213 ngày |
| Joseph Stalin (1878–1953)     | 2/6/1924 | 1/1/1926 | 1 năm, 213 ngày |
| Mikhail Tomsky (1880–1936)    | 2/6/1924 | 1/1/1926 | 1 năm, 213 ngày |
| Leon Trotsky (1879–1940)      | 2/6/1924 | 1/1/1926 | 1 năm, 213 ngày |

## Ủy viên dự khuyết
| Tên (sinh – mất)               | Bắt đầu  | Kết thúc   | Thời gian       |
| ------------------------------ | -------- | ---------- | --------------- |
| Felix Dzerzhinsky (1877–1926)  | 2/6/1924 | 1/1/1926   | 1 năm, 213 ngày |
| Mikhail Kalinin (1875–1946)    | 2/6/1924 | 1/1/1926   | 1 năm, 213 ngày |
| Vyacheslav Molotov (1890–1986) | 2/6/1924 | 1/1/1926   | 1 năm, 213 ngày |
| Jānis Rudzutaks (1887–1938)    | 2/6/1924 | 1/1/1926   | 1 năm, 213 ngày |
| Grigori Sokolnikov (1888–1939) | 2/6/1924 | 1/1/1926   | 1 năm, 213 ngày |
| Mikhail Frunze (1885–1925)     | 2/6/1924 | 31/10/1925 | 1 năm, 151 ngày |